# Campeonato de Primera División C 1963 (Argentina)
El Campeonato de Primera División C 1963 fue la vigésima novena temporada del certamen de la tercera categoría del fútbol argentino. Se disputó entre el 23 de marzo y el 14 de diciembre de 1963.
Los nuevos participantes fueron All Boys, Almagro y Excursionistas, descendidos de la Primera B 1962 y Arsenal de Sarandí, campeón de la División Superior 1962.
El certamen consagró campeón por primera vez a Villa Dálmine, que obtuvo el único ascenso de la temporada.

## Ascensos y descensos
| Pos. | Ascendidos de la Primera C 1962 |
| ---- | ------------------------------- |
| 1º   | Deportivo Italiano              |

| Pos. | Descendidos de la Primera B 1962 |
| ---- | -------------------------------- |
| 16º  | All Boys                         |
| 17º  | Almagro                          |
| 18º  | Excursionistas                   |

| Pos. | Ascendidos de la División Superior 1962 |
| ---- | --------------------------------------- |
| 1º   | Arsenal de Sarandí                      |

| Pos. | Descendidos de la Primera C 1962 |
| ---- | -------------------------------- |
| 16º  | Brown de Adrogué                 |
| 17º  | Sacachispas                      |
| 18º  | Tiro Federal                     |

## Formato
Los equipos se enfrentaron bajo el sistema de todos contra todos a 2 ruedas. El equipo con mayor puntaje se consagró campeón y obtuvo el ascenso.
Los equipos posicionados en los dos últimos lugares de la Tabla de posiciones debían descender, pero al anularse los descensos mantuvieron la categoría.

## Equipos participantes
| Equipo                   | Ciudad               | Estadio                     |
| ------------------------ | -------------------- | --------------------------- |
| All Boys                 | Buenos Aires         | All Boys                    |
| Almagro                  | José Ingenieros      | Tres de Febrero             |
| Almirante Brown          | San Justo            | Villa Sahores               |
| Argentino de Quilmes     | Quilmes              | Argentino de Quilmes        |
| Arsenal de Sarandí       | Sarandí              | Ateneo Sarandí              |
| Barracas Central         | Buenos Aires         | Olavarría y Luna            |
| Colegiales               | Munro                | Malaver y Posadas           |
| Colón                    | Santa Fe             | Brigadier Estanislao López  |
| Defensores de Belgrano   | Buenos Aires         | Defensores de Belgrano      |
| Defensores de Cambaceres | Ensenada             | Camino Rivadavia y Quintana |
| Deportivo Riestra        | Buenos Aires         | Riestra y Lacarra           |
| El Porvenir              | Gerli                | La Estancia                 |
| Excursionistas           | Buenos Aires         | Pampa y Miñones             |
| Flandria                 | Jáuregui             | El Chano                    |
| Leandro N. Alem          | General Rodríguez    | Leandro N. Alem             |
| Liniers                  | Ciudadela            | Gaona y General Paz         |
| Talleres (RE)            | Remedios de Escalada | Timote y Castro             |
| Villa Dálmine            | Campana              | Mitre y Puccini             |

### Distribución geográfica de los equipos
| Región                                   | Cant. | Equipos |
| ---------------------------------------- | ----- | --- |
| Conurbano bonaerense                     | 8     | Almagro, Almirante Brown, Argentino de Quilmes, Arsenal de Sarandí, Colegiales, El Porvenir, Liniers, Talleres (RE) |
| Ciudad de Buenos Aires                   | 5     | All Boys, Barracas Central, Defensores de Belgrano, Deportivo Riestra y Excursionistas                              |
| Interior de la provincia de Buenos Aires | 3     | Flandria, Leandro N. Alem y Villa Dálmine                                                                           |
| Ciudad de Santa Fe                       | 1     | Colón |
| Gran La Plata                            | 1     | Defensores de Cambaceres                                                                                            |

## Tabla de posiciones
| Pos. | Equipo                   | Pts. | PJ | PG | PE | PP | GF | GC | Dif. |
| ---- | ------------------------ | ---- | -- | -- | -- | -- | -- | -- | ---- |
| 1.º  | All Boys                 | 52   | 34 | 24 | 4  | 6  | 86 | 34 | 52   |
| 2.º  | Villa Dálmine            | 52   | 34 | 22 | 8  | 4  | 71 | 28 | 43   |
| 3.º  | Almagro                  | 47   | 34 | 20 | 7  | 7  | 74 | 45 | 29   |
| 4.º  | Leandro N. Alem          | 41   | 34 | 16 | 9  | 9  | 60 | 49 | 11   |
| 5.º  | Arsenal de Sarandí       | 40   | 34 | 16 | 8  | 10 | 87 | 64 | 23   |
| 6.º  | Talleres (RE)            | 36   | 34 | 14 | 8  | 12 | 65 | 53 | 12   |
| 7.º  | Almirante Brown          | 34   | 34 | 14 | 6  | 14 | 61 | 54 | 7    |
| 8.º  | Excursionistas           | 34   | 34 | 13 | 8  | 13 | 43 | 54 | −11  |
| 9.º  | Argentino de Quilmes     | 33   | 34 | 13 | 7  | 14 | 48 | 44 | 4    |
| 10.º | Defensores de Belgrano   | 33   | 34 | 14 | 5  | 15 | 51 | 69 | −18  |
| 11.º | Colón                    | 32   | 34 | 12 | 8  | 14 | 51 | 54 | −3   |
| 12.º | Defensores de Cambaceres | 30   | 34 | 10 | 10 | 14 | 50 | 60 | −10  |
| 13.º | El Porvenir              | 29   | 34 | 11 | 7  | 16 | 43 | 64 | −21  |
| 14.º | Flandria                 | 27   | 34 | 10 | 7  | 17 | 61 | 75 | −14  |
| 15.º | Barracas Central         | 26   | 34 | 10 | 6  | 18 | 54 | 72 | −18  |
| 16.º | Liniers                  | 26   | 34 | 7  | 12 | 15 | 46 | 70 | −24  |
| 17.º | Colegiales               | 23   | 34 | 5  | 13 | 16 | 58 | 76 | −18  |
| 18.º | Deportivo Riestra        | 17   | 34 | 4  | 9  | 21 | 40 | 84 | −44  |

|  | Disputaron un desempate por el campeonato |

### Desempate por el campeonato
| All Boys                                                                          | 0 - 0 | Villa Dálmine | El Gasómetro | 22 de diciembre |
| Villa Dálmine                                                                     | 1 - 0 | All Boys      | El Palacio   | 29 de diciembre |
| Villa Dálmine se consagró campeón con un global de 1-0, y ascendió a la Primera B |       |               |              |                 |

## Tabla de descenso
| Pos  | Equipo                   | Prom. | 1961 | 1962 | 1963 | Total | Temp |
| ---- | ------------------------ | ----- | ---- | ---- | ---- | ----- | ---- |
| 1.º  | All Boys                 | 52    | -    | -    | 52   | 52    | 1    |
| 2.º  | Villa Dálmine            | 49    | -    | 46   | 52   | 98    | 2    |
| 3.º  | Almagro                  | 47    | -    | -    | 47   | 47    | 1    |
| 4.º  | Colón                    | 41    | 52   | 39   | 32   | 123   | 3    |
| 5.º  | Arsenal de Sarandí       | 40    | -    | -    | 40   | 40    | 1    |
| 6.º  | Talleres (RE)            | 40    | 44   | 40   | 36   | 120   | 3    |
| 7.º  | Defensores de Belgrano   | 39    | -    | 45   | 33   | 78    | 2    |
| 8.º  | Defensores de Cambaceres | 34,66 | 34   | 40   | 30   | 104   | 3    |
| 9.º  | Flandria                 | 34,66 | 43   | 34   | 27   | 104   | 3    |
| 10.º | Almirante Brown          | 34,33 | 31   | 38   | 34   | 103   | 3    |
| 11.º | Excursionistas           | 34    | -    | -    | 34   | 34    | 1    |
| 12.º | Leandro N. Alem          | 33,33 | 19   | 40   | 41   | 100   | 3    |
| 13.º | Argentino de Quilmes     | 31,66 | 29   | 33   | 33   | 95    | 3    |
| 14.º | Colegiales               | 30,66 | 34   | 35   | 23   | 92    | 3    |
| 15.º | El Porvenir              | 30    | -    | 31   | 29   | 60    | 2    |
| 15.º | Liniers                  | 28,33 | 30   | 29   | 26   | 85    | 3    |
| 17.º | Barracas Central         | 27,66 | 39   | 18   | 26   | 83    | 3    |
| 18.º | Deportivo Riestra        | 27,33 | 34   | 31   | 17   | 82    | 3    |

|  | |
|  | Debían descender a la Primera Aficionados, pero por la anulación de los descensos mantuvieron la categoría. |

## Resultados
| Argentino de Quilmes | 4 - 1 | Colegiales               | Argentino de Quilmes               | 23 de marzo |
| Arsenal de Sarandí   | 5 - 3 | El Porvenir              | Ateneo Sarandí                     | 23 de marzo |
| Excursionistas       | 0 - 4 | Villa Dálmine            | Pampa y Miñones                    | 23 de marzo |
| Barracas Central     | 1 - 1 | Defensores de Cambaceres | Olavarría y Luna                   | 23 de marzo |
| Liniers              | 0 - 0 | Almirante Brown          | Gaona y General Paz                | 23 de marzo |
| Talleres (RE)        | 2 - 0 | Defensores de Belgrano   | Timote y Castro                    | 23 de marzo |
| Almagro              | 1 - 1 | Leandro N. Alem          | Tres de Febrero                    | 23 de marzo |
| Flandria             | 0 - 3 | All Boys                 | Carlos V                           | 24 de marzo |
| Colón                | 3 - 1 | Deportivo Riestra        | Brigadier General Estanislao López | 24 de marzo |

| Almagro                  | 1 - 4 | Flandria             | Tres de Febrero               | 30 de marzo |
| Colegiales               | 2 - 3 | Talleres (RE)        | Malaver y Posadas             | 30 de marzo |
| Defensores de Belgrano   | 1 - 1 | Colón                | Defensores de Belgrano        | 30 de marzo |
| Deportivo Riestra        | 1 - 1 | Liniers              | Riestra y Lacarra             | 30 de marzo |
| Almirante Brown          | 4 - 0 | Barracas Central     | Villa Sahores                 | 30 de marzo |
| Defensores de Cambaceres | 2 - 0 | Excursionistas       | Camino Rivadavia y Quintana   | 30 de marzo |
| Villa Dálmine            | 2 - 1 | Arsenal de Sarandí   | El Coliseo de Mitre y Puccini | 30 de marzo |
| El Porvenir              | 1 - 0 | All Boys             | La Estancia                   | 30 de marzo |
| Leandro N. Alem          | 0 - 0 | Argentino de Quilmes | Leandro N. Alem               | 31 de marzo |

| Argentino de Quilmes | 1 - 0 | Almagro                  | Argentino de Quilmes               | 6 de abril |
| Arsenal de Sarandí   | 1 - 1 | Defensores de Cambaceres | Ateneo Sarandí                     | 6 de abril |
| Excursionistas       | 1 - 4 | Almirante Brown          | Pampa y Miñones                    | 6 de abril |
| Barracas Central     | 2 - 2 | Deportivo Riestra        | Olavarría y Luna                   | 6 de abril |
| Liniers              | 1 - 2 | Defensores de Belgrano   | Gaona y General Paz                | 6 de abril |
| Talleres (RE)        | 2 - 2 | Leandro N. Alem          | Timote y Castro                    | 6 de abril |
| All Boys             | 4 - 2 | Villa Dálmine            | Médanos y Boyacá                   | 6 de abril |
| Colón                | 1 - 0 | Colegiales               | Brigadier General Estanislao López | 7 de abril |
| Flandria             | 1 - 1 | El Porvenir              | Carlos V                           | 7 de abril |

| Argentino de Quilmes     | 1 - 1 | Flandria           | Argentino de Quilmes          | 13 de abril |
| Almagro                  | 2 - 2 | Talleres (RE)      | Tres de Febrero               | 13 de abril |
| Colegiales               | 4 - 1 | Liniers            | Malaver y Posadas             | 13 de abril |
| Defensores de Belgrano   | 1 - 0 | Barracas Central   | Defensores de Belgrano        | 13 de abril |
| Deportivo Riestra        | 1 - 2 | Excursionistas     | Riestra y Lacarra             | 13 de abril |
| Almirante Brown          | 2 - 2 | Arsenal de Sarandí | Villa Sahores                 | 13 de abril |
| Defensores de Cambaceres | 1 - 3 | All Boys           | Camino Rivadavia y Quintana   | 13 de abril |
| Villa Dálmine            | 1 - 0 | El Porvenir        | El Coliseo de Mitre y Puccini | 13 de abril |
| Leandro N. Alem          | 2 - 1 | Colón              | Leandro N. Alem               | 14 de abril |

| El Porvenir        | 3 - 2 | Defensores de Cambaceres | La Estancia                        | 20 de abril |
| All Boys           | 1 - 2 | Almirante Brown          | Médanos y Boyacá                   | 20 de abril |
| Arsenal de Sarandí | 4 - 0 | Deportivo Riestra        | Ateneo Sarandí                     | 20 de abril |
| Excursionistas     | 3 - 2 | Defensores de Belgrano   | Pampa y Miñones                    | 20 de abril |
| Barracas Central   | 3 - 0 | Colegiales               | Olavarría y Luna                   | 20 de abril |
| Liniers            | 2 - 2 | Leandro N. Alem          | Gaona y General Paz                | 20 de abril |
| Talleres (RE)      | 1 - 0 | Argentino de Quilmes     | Timote y Castro                    | 20 de abril |
| Flandria           | 2 - 3 | Villa Dálmine            | Carlos V                           | 21 de abril |
| Colón              | 0 - 1 | Almagro                  | Brigadier General Estanislao López | 21 de abril |

| Talleres (RE)            | 4 - 0 | Flandria           | Timote y Castro        | 27 de abril |
| Argentino de Quilmes     | 0 - 1 | Colón              | Argentino de Quilmes   | 27 de abril |
| Defensores de Belgrano   | 3 - 2 | Arsenal de Sarandí | Defensores de Belgrano | 27 de abril |
| Deportivo Riestra        | 1 - 2 | All Boys           | Riestra y Lacarra      | 27 de abril |
| Defensores de Cambaceres | 1 - 2 | Villa Dálmine      | Los Andes              | 27 de abril |
| Leandro N. Alem          | 2 - 2 | Barracas Central   | Leandro N. Alem        | 28 de abril |
| Almagro                  | 4 - 0 | Liniers            | Tres de Febrero        | 1 de mayo   |
| Colegiales               | 2 - 2 | Excursionistas     | Malaver y Posadas      | 1 de mayo   |
| Almirante Brown          | 2 - 3 | El Porvenir        | Villa Sahores          | 1 de mayo   |

| Villa Dálmine      | 1 - 0 | Almirante Brown          | El Coliseo de Mitre y Puccini      | 4 de mayo |
| El Porvenir        | 1 - 3 | Deportivo Riestra        | La Estancia                        | 4 de mayo |
| All Boys           | 3 - 1 | Defensores de Belgrano   | Médanos y Boyacá                   | 4 de mayo |
| Arsenal de Sarandí | 4 - 4 | Colegiales               | Ateneo Sarandí                     | 4 de mayo |
| Excursionistas     | 1 - 0 | Leandro N. Alem          | Pampa y Miñones                    | 4 de mayo |
| Barracas Central   | 3 - 1 | Almagro                  | Olavarría y Luna                   | 4 de mayo |
| Liniers            | 0 - 0 | Argentino de Quilmes     | Gaona y General Paz                | 4 de mayo |
| Flandria           | 2 - 1 | Defensores de Cambaceres | Carlos V                           | 5 de mayo |
| Colón              | 0 - 3 | Talleres (RE)            | Brigadier General Estanislao López | 5 de mayo |

| Talleres (RE)          | 2 - 1 | Liniers                  | Timote y Castro                    | 11 de mayo |
| Argentino de Quilmes   | 2 - 1 | Barracas Central         | Argentino de Quilmes               | 11 de mayo |
| Almagro                | 1 - 0 | Excursionistas           | Tres de Febrero                    | 11 de mayo |
| Colegiales             | 1 - 5 | All Boys                 | Malaver y Posadas                  | 11 de mayo |
| Defensores de Belgrano | 2 - 0 | El Porvenir              | Defensores de Belgrano             | 11 de mayo |
| Deportivo Riestra      | 1 - 1 | Villa Dálmine            | Riestra y Lacarra                  | 11 de mayo |
| Almirante Brown        | 3 - 1 | Defensores de Cambaceres | Villa Sahores                      | 11 de mayo |
| Colón                  | 2 - 0 | Flandria                 | Brigadier General Estanislao López | 12 de mayo |
| Leandro N. Alem        | 4 - 2 | Arsenal de Sarandí       | Leandro N. Alem                    | 12 de mayo |

| Defensores de Cambaceres | 1 - 1 | Deportivo Riestra      | Camino Rivadavia y Quintana   | 18 de mayo |
| Villa Dálmine            | 2 - 0 | Defensores de Belgrano | El Coliseo de Mitre y Puccini | 18 de mayo |
| El Porvenir              | 2 - 2 | Colegiales             | La Estancia                   | 18 de mayo |
| All Boys                 | 3 - 0 | Leandro N. Alem        | Médanos y Boyacá              | 18 de mayo |
| Arsenal de Sarandí       | 1 - 3 | Almagro                | Doble Visera                  | 18 de mayo |
| Excursionistas           | 3 - 1 | Argentino de Quilmes   | Pampa y Miñones               | 18 de mayo |
| Barracas Central         | 1 - 2 | Talleres (RE)          | Olavarría y Luna              | 18 de mayo |
| Liniers                  | 3 - 3 | Colón                  | Gaona y General Paz           | 18 de mayo |
| Flandria                 | 3 - 3 | Almirante Brown        | Carlos V                      | 19 de mayo |

| Liniers                | 6 - 4 | Flandria                 | Gaona y General Paz                | 25 de mayo |
| Talleres (RE)          | 3 - 1 | Excursionistas           | Timote y Castro                    | 25 de mayo |
| Argentino de Quilmes   | 3 - 1 | Arsenal de Sarandí       | Argentino de Quilmes               | 25 de mayo |
| Almagro                | 2 - 2 | All Boys                 | Tres de Febrero                    | 25 de mayo |
| Colegiales             | 1 - 1 | Villa Dálmine            | Malaver y Posadas                  | 25 de mayo |
| Defensores de Belgrano | 1 - 0 | Defensores de Cambaceres | Defensores de Belgrano             | 25 de mayo |
| Deportivo Riestra      | 1 - 3 | Almirante Brown          | Riestra y Lacarra                  | 25 de mayo |
| Colón                  | 3 - 0 | Barracas Central         | Brigadier General Estanislao López | 26 de mayo |
| Leandro N. Alem        | 2 - 0 | El Porvenir              | Leandro N. Alem                    | 26 de mayo |

| Almirante Brown          | 1 - 2 | Defensores de Belgrano | Villa Sahores                 | 1 de junio |
| Defensores de Cambaceres | 1 - 0 | Colegiales             | Camino Rivadavia y Quintana   | 1 de junio |
| Villa Dálmine            | 0 - 0 | Leandro N. Alem        | El Coliseo de Mitre y Puccini | 1 de junio |
| El Porvenir              | 0 - 3 | Almagro                | La Estancia                   | 1 de junio |
| All Boys                 | 3 - 1 | Argentino de Quilmes   | Médanos y Boyacá              | 1 de junio |
| Arsenal de Sarandí       | 2 - 2 | Talleres (RE)          | Ateneo Sarandí                | 1 de junio |
| Excursionistas           | 1 - 0 | Colón                  | Pampa y Miñones               | 1 de junio |
| Barracas Central         | 0 - 2 | Liniers                | Olavarría y Luna              | 1 de junio |
| Flandria                 | 4 - 1 | Deportivo Riestra      | Carlos V                      | 2 de junio |

| Barracas Central       | 7 - 1 | Flandria                 | Olavarría y Luna                   | 8 de junio |
| Liniers                | 2 - 2 | Excursionistas           | Gaona y General Paz                | 8 de junio |
| Talleres (RE)          | 0 - 1 | All Boys                 | Timote y Castro                    | 8 de junio |
| Argentino de Quilmes   | 3 - 0 | El Porvenir              | Argentino de Quilmes               | 8 de junio |
| Almagro                | 4 - 2 | Villa Dálmine            | Tres de Febrero                    | 8 de junio |
| Colegiales             | 2 - 4 | Almirante Brown          | Malaver y Posadas                  | 8 de junio |
| Defensores de Belgrano | 5 - 0 | Deportivo Riestra        | Defensores de Belgrano             | 8 de junio |
| Colón                  | 1 - 2 | Arsenal de Sarandí       | Brigadier General Estanislao López | 9 de junio |
| Leandro N. Alem        | 3 - 1 | Defensores de Cambaceres | Leandro N. Alem                    | 9 de junio |

| Deportivo Riestra        | 3 - 2 | Colegiales             | Riestra y Lacarra             | 22 de junio |
| Almirante Brown          | 1 - 2 | Leandro N. Alem        | Villa Sahores                 | 22 de junio |
| Defensores de Cambaceres | 1 - 1 | Almagro                | Camino Rivadavia y Quintana   | 22 de junio |
| Villa Dálmine            | 2 - 0 | Argentino de Quilmes   | El Coliseo de Mitre y Puccini | 22 de junio |
| El Porvenir              | 2 - 1 | Talleres (RE)          | La Estancia                   | 22 de junio |
| All Boys                 | 1 - 0 | Colón                  | Médanos y Boyacá              | 22 de junio |
| Arsenal de Sarandí       | 2 - 2 | Liniers                | Ateneo Sarandí                | 22 de junio |
| Excursionistas           | 2 - 0 | Barracas Central       | Pampa y Miñones               | 22 de junio |
| Flandria                 | 0 - 0 | Defensores de Belgrano | Carlos V                      | 23 de junio |

| Excursionistas       | 3 - 1 | Flandria                 | Pampa y Miñones                    | 29 de junio |
| Barracas Central     | 2 - 4 | Arsenal de Sarandí       | Olavarría y Luna                   | 29 de junio |
| Liniers              | 1 - 3 | All Boys                 | Gaona y General Paz                | 29 de junio |
| Talleres (RE)        | 1 - 2 | Villa Dálmine            | Timote y Castro                    | 29 de junio |
| Argentino de Quilmes | 6 - 0 | Defensores de Cambaceres | Argentino de Quilmes               | 29 de junio |
| Almagro              | 2 - 0 | Almirante Brown          | Tres de Febrero                    | 29 de junio |
| Colegiales           | 2 - 2 | Defensores de Belgrano   | Malaver y Posadas                  | 29 de junio |
| Colón                | 3 - 0 | El Porvenir              | Brigadier General Estanislao López | 30 de junio |
| Leandro N. Alem      | 5 - 3 | Deportivo Riestra        | Leandro N. Alem                    | 30 de junio |

| Defensores de Belgrano   | 3 - 2 | Leandro N. Alem      | Defensores de Belgrano        | 13 de julio |
| Deportivo Riestra        | 1 - 2 | Almagro              | Riestra y Lacarra             | 13 de julio |
| Almirante Brown          | 3 - 1 | Argentino de Quilmes | Villa Sahores                 | 13 de julio |
| Defensores de Cambaceres | 3 - 3 | Talleres (RE)        | Camino Rivadavia y Quintana   | 13 de julio |
| Villa Dálmine            | 9 - 1 | Colón                | El Coliseo de Mitre y Puccini | 13 de julio |
| El Porvenir              | 1 - 2 | Liniers              | La Estancia                   | 13 de julio |
| All Boys                 | 6 - 1 | Barracas Central     | Médanos y Boyacá              | 13 de julio |
| Arsenal de Sarandí       | 4 - 1 | Excursionistas       | Ateneo Sarandí                | 13 de julio |
| Flandria                 | 7 - 2 | Colegiales           | Carlos V                      | 14 de julio |

| Arsenal de Sarandí   | 4 - 4 | Flandria                 | Doble Visera                       | 20 de julio |
| Excursionistas       | 2 - 0 | All Boys                 | Pampa y Miñones                    | 20 de julio |
| Barracas Central     | 2 - 1 | El Porvenir              | Olavarría y Luna                   | 20 de julio |
| Liniers              | 0 - 0 | Villa Dálmine            | Gaona y General Paz                | 20 de julio |
| Talleres (RE)        | 0 - 1 | Almirante Brown          | Timote y Castro                    | 20 de julio |
| Argentino de Quilmes | 1 - 0 | Deportivo Riestra        | Argentino de Quilmes               | 20 de julio |
| Almagro              | 3 - 0 | Defensores de Belgrano   | Tres de Febrero                    | 20 de julio |
| Colón                | 2 - 2 | Defensores de Cambaceres | Brigadier General Estanislao López | 21 de julio |
| Leandro N. Alem      | 2 - 1 | Colegiales               | Leandro N. Alem                    | 21 de julio |

| Colegiales               | 0 - 2 | Almagro              | Malaver y Posadas             | 27 de julio |
| Defensores de Belgrano   | 2 - 1 | Argentino de Quilmes | Defensores de Belgrano        | 27 de julio |
| Deportivo Riestra        | 2 - 2 | Talleres (RE)        | Riestra y Lacarra             | 27 de julio |
| Almirante Brown          | 3 - 1 | Colón                | Villa Sahores                 | 27 de julio |
| Defensores de Cambaceres | 2 - 0 | Liniers              | Camino Rivadavia y Quintana   | 27 de julio |
| Villa Dálmine            | 2 - 0 | Barracas Central     | El Coliseo de Mitre y Puccini | 27 de julio |
| El Porvenir              | 1 - 1 | Excursionistas       | La Estancia                   | 27 de julio |
| All Boys                 | 1 - 2 | Arsenal de Sarandí   | Médanos y Boyacá              | 27 de julio |
| Flandria                 | 3 - 0 | Leandro N. Alem      | Carlos V                      | 28 de julio |

| Villa Dálmine            | 3 - 1 | Excursionistas       | El Coliseo de Mitre y Puccini | 3 de agosto  |
| Leandro N. Alem          | 3 - 2 | Almagro              | Leandro N. Alem               | 4 de agosto  |
| Colegiales               | 2 - 2 | Argentino de Quilmes | Malaver y Posadas             | 10 de agosto |
| All Boys                 | 2 - 0 | Flandria             | Médanos y Boyacá              | 10 de agosto |
| El Porvenir              | 0 - 5 | Arsenal de Sarandí   | La Estancia                   | 10 de agosto |
| Defensores de Cambaceres | 4 - 1 | Barracas Central     | Camino Rivadavia y Quintana   | 10 de agosto |
| Almirante Brown          | 4 - 0 | Liniers              | Villa Sahores                 | 10 de agosto |
| Deportivo Riestra        | 2 - 2 | Colón                | Riestra y Lacarra             | 10 de agosto |
| Defensores de Belgrano   | 3 - 2 | Talleres (RE)        | Defensores de Belgrano        | 10 de agosto |

| Argentino de Quilmes | 2 - 1 | Leandro N. Alem          | Argentino de Quilmes               | 17 de agosto |
| Talleres (RE)        | 4 - 2 | Colegiales               | Timote y Castro                    | 17 de agosto |
| Liniers              | 2 - 0 | Deportivo Riestra        | Gaona y General Paz                | 17 de agosto |
| Barracas Central     | 0 - 0 | Almirante Brown          | Olavarría y Luna                   | 17 de agosto |
| Excursionistas       | 4 - 1 | Defensores de Cambaceres | Pampa y Miñones                    | 17 de agosto |
| Arsenal de Sarandí   | 0 - 0 | Villa Dálmine            | Ateneo Sarandí                     | 17 de agosto |
| All Boys             | 6 - 0 | El Porvenir              | Médanos y Boyacá                   | 17 de agosto |
| Flandria             | 0 - 2 | Almagro                  | Carlos V                           | 18 de agosto |
| Colón                | 0 - 0 | Defensores de Belgrano   | Brigadier General Estanislao López | 18 de agosto |

| Almagro                  | 2 - 1 | Argentino de Quilmes | Tres de Febrero               | 24 de agosto |
| Defensores de Cambaceres | 4 - 3 | Arsenal de Sarandí   | Camino Rivadavia y Quintana   | 24 de agosto |
| Almirante Brown          | 1 - 1 | Excursionistas       | Villa Sahores                 | 24 de agosto |
| Deportivo Riestra        | 4 - 3 | Barracas Central     | Riestra y Lacarra             | 24 de agosto |
| Defensores de Belgrano   | 3 - 1 | Liniers              | Defensores de Belgrano        | 24 de agosto |
| Colegiales               | 1 - 1 | Colón                | Malaver y Posadas             | 24 de agosto |
| El Porvenir              | 2 - 1 | Flandria             | La Estancia                   | 24 de agosto |
| Villa Dálmine            | 1 - 0 | All Boys             | El Coliseo de Mitre y Puccini | 24 de agosto |
| Leandro N. Alem          | 1 - 3 | Talleres (RE)        | Leandro N. Alem               | 25 de agosto |

| Talleres (RE)      | 2 - 0 | Almagro                  | Timote y Castro                    | 14 de septiembre |
| Liniers            | 3 - 1 | Colegiales               | Gaona y General Paz                | 14 de septiembre |
| Barracas Central   | 3 - 0 | Defensores de Belgrano   | Olavarría y Luna                   | 14 de septiembre |
| Excursionistas     | 2 - 1 | Deportivo Riestra        | Pampa y Miñones                    | 14 de septiembre |
| All Boys           | 5 - 1 | Defensores de Cambaceres | Médanos y Boyacá                   | 14 de septiembre |
| El Porvenir        | 0 - 2 | Villa Dálmine            | La Estancia                        | 14 de septiembre |
| Flandria           | 1 - 1 | Argentino de Quilmes     | Carlos V                           | 15 de septiembre |
| Colón              | 4 - 3 | Leandro N. Alem          | Brigadier General Estanislao López | 15 de septiembre |
| Arsenal de Sarandí | 1 - 0 | Almirante Brown          | Timote y Castro                    | 15 de septiembre |

| Villa Dálmine            | 2 - 0 | Flandria           | El Coliseo de Mitre y Puccini | 21 de septiembre |
| Defensores de Cambaceres | 0 - 0 | El Porvenir        | Camino Rivadavia y Quintana   | 21 de septiembre |
| Almirante Brown          | 0 - 1 | All Boys           | Villa Sahores                 | 21 de septiembre |
| Deportivo Riestra        | 2 - 2 | Arsenal de Sarandí | Riestra y Lacarra             | 21 de septiembre |
| Defensores de Belgrano   | 2 - 1 | Excursionistas     | Defensores de Belgrano        | 21 de septiembre |
| Colegiales               | 1 - 2 | Barracas Central   | Malaver y Posadas             | 21 de septiembre |
| Almagro                  | 3 - 0 | Colón              | Tres de Febrero               | 21 de septiembre |
| Argentino de Quilmes     | 2 - 1 | Talleres (RE)      | Argentino de Quilmes          | 21 de septiembre |
| Leandro N. Alem          | 1 - 1 | Liniers            | Leandro N. Alem               | 22 de septiembre |

| Liniers            | 0 - 2 | Almagro                  | Gaona y General Paz                | 28 de septiembre |
| Barracas Central   | 0 - 0 | Leandro N. Alem          | Olavarría y Luna                   | 28 de septiembre |
| Excursionistas     | 1 - 0 | Colegiales               | Pampa y Miñones                    | 28 de septiembre |
| Arsenal de Sarandí | 2 - 0 | Defensores de Belgrano   | Ateneo Sarandí                     | 28 de septiembre |
| All Boys           | 7 - 0 | Deportivo Riestra        | All Boys                           | 28 de septiembre |
| El Porvenir        | 2 - 2 | Almirante Brown          | La Estancia                        | 28 de septiembre |
| Villa Dálmine      | 0 - 0 | Defensores de Cambaceres | El Coliseo de Mitre y Puccini      | 28 de septiembre |
| Flandria           | 2 - 1 | Talleres (RE)            | Carlos V                           | 29 de septiembre |
| Colón              | 3 - 1 | Argentino de Quilmes     | Brigadier General Estanislao López | 29 de septiembre |

| Defensores de Cambaceres | 2 - 4 | Flandria           | Camino Rivadavia y Quintana | 5 de octubre |
| Almirante Brown          | 0 - 4 | Villa Dálmine      | Villa Sahores               | 5 de octubre |
| Deportivo Riestra        | 0 - 2 | El Porvenir        | Riestra y Lacarra           | 5 de octubre |
| Defensores de Belgrano   | 2 - 4 | All Boys           | Defensores de Belgrano      | 5 de octubre |
| Colegiales               | 2 - 4 | Arsenal de Sarandí | Malaver y Posadas           | 5 de octubre |
| Almagro                  | 4 - 1 | Barracas Central   | Tres de Febrero             | 5 de octubre |
| Argentino de Quilmes     | 1 - 1 | Liniers            | Argentino de Quilmes        | 5 de octubre |
| Talleres (RE)            | 0 - 1 | Colón              | Timote y Castro             | 5 de octubre |
| Leandro N. Alem          | 4 - 0 | Excursionistas     | Leandro N. Alem             | 6 de octubre |

| Liniers                  | 2 - 2 | Talleres (RE)          | Gaona y General Paz           | 12 de octubre |
| Barracas Central         | 2 - 3 | Argentino de Quilmes   | Olavarría y Luna              | 12 de octubre |
| Excursionistas           | 1 - 1 | Almagro                | Pampa y Miñones               | 12 de octubre |
| Arsenal de Sarandí       | 4 - 0 | Leandro N. Alem        | Ateneo Sarandí                | 12 de octubre |
| All Boys                 | 2 - 2 | Colegiales             | All Boys                      | 12 de octubre |
| El Porvenir              | 5 - 1 | Defensores de Belgrano | La Estancia                   | 12 de octubre |
| Villa Dálmine            | 4 - 0 | Deportivo Riestra      | El Coliseo de Mitre y Puccini | 12 de octubre |
| Defensores de Cambaceres | 1 - 0 | Almirante Brown        | Camino Rivadavia y Quintana   | 12 de octubre |
| Flandria                 | 2 - 1 | Colón                  | Carlos V                      | 13 de octubre |

| Almirante Brown        | 3 - 0 | Flandria                 | Villa Sahores                      | 19 de octubre |
| Deportivo Riestra      | 0 - 3 | Defensores de Cambaceres | Riestra y Lacarra                  | 19 de octubre |
| Defensores de Belgrano | 1 - 1 | Villa Dálmine            | Defensores de Belgrano             | 19 de octubre |
| Colegiales             | 1 - 1 | El Porvenir              | Malaver y Posadas                  | 19 de octubre |
| Almagro                | 3 - 2 | Arsenal de Sarandí       | Tres de Febrero                    | 19 de octubre |
| Argentino de Quilmes   | 3 - 1 | Excursionistas           | Argentino de Quilmes               | 19 de octubre |
| Talleres (RE)          | 5 - 1 | Barracas Central         | Timote y Castro                    | 19 de octubre |
| Leandro N. Alem        | 3 - 1 | All Boys                 | Leandro N. Alem                    | 20 de octubre |
| Colón                  | 4 - 0 | Liniers                  | Brigadier General Estanislao López | 20 de octubre |

| Barracas Central         | 3 - 1 | Colón                  | Olavarría y Luna              | 26 de octubre |
| Excursionistas           | 1 - 1 | Talleres (RE)          | Pampa y Miñones               | 26 de octubre |
| Arsenal de Sarandí       | 1 - 0 | Argentino de Quilmes   | Doble Visera                  | 26 de octubre |
| All Boys                 | 2 - 1 | Almagro                | All Boys                      | 26 de octubre |
| El Porvenir              | 1 - 2 | Leandro N. Alem        | La Estancia                   | 26 de octubre |
| Villa Dálmine            | 2 - 2 | Colegiales             | El Coliseo de Mitre y Puccini | 26 de octubre |
| Defensores de Cambaceres | 3 - 0 | Defensores de Belgrano | Camino Rivadavia y Quintana   | 26 de octubre |
| Almirante Brown          | 1 - 0 | Deportivo Riestra      | Villa Sahores                 | 26 de octubre |
| Flandria                 | 0 - 1 | Liniers                | Carlos V                      | 27 de octubre |

| Deportivo Riestra      | 1 - 4 | Flandria                 | Riestra y Lacarra                  | 2 de noviembre |
| Defensores de Belgrano | 1 - 3 | Almirante Brown          | Defensores de Belgrano             | 2 de noviembre |
| Colegiales             | 2 - 2 | Defensores de Cambaceres | Malaver y Posadas                  | 2 de noviembre |
| Almagro                | 2 - 2 | El Porvenir              | Tres de Febrero                    | 2 de noviembre |
| Argentino de Quilmes   | 2 - 2 | All Boys                 | Argentino de Quilmes               | 2 de noviembre |
| Talleres (RE)          | 2 - 1 | Arsenal de Sarandí       | Timote y Castro                    | 2 de noviembre |
| Liniers                | 2 - 3 | Barracas Central         | Gaona y General Paz                | 2 de noviembre |
| Leandro N. Alem        | 2 - 0 | Villa Dálmine            | Leandro N. Alem                    | 3 de noviembre |
| Colón                  | 0 - 0 | Excursionistas           | Brigadier General Estanislao López | 3 de noviembre |

| Flandria                 | 2 - 2 | Barracas Central       | Carlos V                      | 10 de noviembre |
| Arsenal de Sarandí       | 4 - 3 | Colón                  | Timote y Castro               | 10 de noviembre |
| Excursionistas           | 0 - 0 | Liniers                | Pampa y Miñones               | 11 de noviembre |
| All Boys                 | 2 - 1 | Talleres (RE)          | All Boys                      | 11 de noviembre |
| El Porvenir              | 1 - 0 | Argentino de Quilmes   | La Estancia                   | 11 de noviembre |
| Villa Dálmine            | 2 - 1 | Almagro                | El Coliseo de Mitre y Puccini | 11 de noviembre |
| Defensores de Cambaceres | 0 - 1 | Leandro N. Alem        | Camino Rivadavia y Quintana   | 11 de noviembre |
| Almirante Brown          | 1 - 4 | Colegiales             | Villa Sahores                 | 11 de noviembre |
| Deportivo Riestra        | 2 - 3 | Defensores de Belgrano | Riestra y Lacarra             | 11 de noviembre |

| Defensores de Belgrano | 3 - 2 | Flandria                 | Defensores de Belgrano             | 16 de noviembre |
| Colegiales             | 0 - 0 | Deportivo Riestra        | Malaver y Posadas                  | 16 de noviembre |
| Leandro N. Alem        | 2 - 1 | Almirante Brown          | Leandro N. Alem                    | 16 de noviembre |
| Almagro                | 3 - 2 | Defensores de Cambaceres | Tres de Febrero                    | 16 de noviembre |
| Argentino de Quilmes   | 1 - 2 | Villa Dálmine            | Argentino de Quilmes               | 16 de noviembre |
| Talleres (RE)          | 1 - 2 | El Porvenir              | Timote y Castro                    | 16 de noviembre |
| Colón                  | 0 - 0 | All Boys                 | Brigadier General Estanislao López | 16 de noviembre |
| Liniers                | 2 - 6 | Arsenal de Sarandí       | Gaona y General Paz                | 16 de noviembre |
| Barracas Central       | 2 - 1 | Excursionistas           | Olavarría y Luna                   | 16 de noviembre |

| Arsenal de Sarandí       | 3 - 1 | Barracas Central     | De Los Inmigrantes            | 23 de noviembre |
| All Boys                 | 3 - 1 | Liniers              | All Boys                      | 23 de noviembre |
| El Porvenir              | 1 - 0 | Colón                | La Estancia                   | 23 de noviembre |
| Villa Dálmine            | 5 - 1 | Talleres (RE)        | El Coliseo de Mitre y Puccini | 23 de noviembre |
| Defensores de Cambaceres | 2 - 0 | Argentino de Quilmes | Camino Rivadavia y Quintana   | 23 de noviembre |
| Almirante Brown          | 3 - 4 | Almagro              | Villa Sahores                 | 23 de noviembre |
| Deportivo Riestra        | 0 - 0 | Leandro N. Alem      | Riestra y Lacarra             | 23 de noviembre |
| Defensores de Belgrano   | 1 - 4 | Colegiales           | Defensores de Belgrano        | 23 de noviembre |
| Flandria                 | 2 - 0 | Excursionistas       | Carlos V                      | 24 de noviembre |

| Colegiales           | 5 - 2 | Flandria                 | Malaver y Posadas                  | 30 de noviembre |
| Leandro N. Alem      | 6 - 1 | Defensores de Belgrano   | Leandro N. Alem                    | 30 de noviembre |
| Almagro              | 4 - 2 | Deportivo Riestra        | Tres de Febrero                    | 30 de noviembre |
| Argentino de Quilmes | 2 - 1 | Almirante Brown          | Argentino de Quilmes               | 30 de noviembre |
| Talleres (RE)        | 1 - 1 | Defensores de Cambaceres | Timote y Castro                    | 30 de noviembre |
| Colón                | 2 - 1 | Villa Dálmine            | Brigadier General Estanislao López | 30 de noviembre |
| Liniers              | 2 - 3 | El Porvenir              | Gaona y General Paz                | 30 de noviembre |
| Barracas Central     | 1 - 2 | All Boys                 | Olavarría y Luna                   | 30 de noviembre |
| Excursionistas       | 3 - 2 | Arsenal de Sarandí       | Pampa y Miñones                    | 30 de noviembre |

| Flandria                 | 1 - 3 | Arsenal de Sarandí   | Carlos V                      | 7 de diciembre |
| All Boys                 | 3 - 0 | Excursionistas       | All Boys                      | 7 de diciembre |
| El Porvenir              | 2 - 3 | Barracas Central     | La Estancia                   | 7 de diciembre |
| Villa Dálmine            | 4 - 0 | Liniers              | El Coliseo de Mitre y Puccini | 7 de diciembre |
| Defensores de Cambaceres | 2 - 0 | Colón                | Camino Rivadavia y Quintana   | 7 de diciembre |
| Almirante Brown          | 3 - 2 | Talleres (RE)        | Villa Sahores                 | 7 de diciembre |
| Deportivo Riestra        | 2 - 1 | Argentino de Quilmes | Riestra y Lacarra             | 7 de diciembre |
| Defensores de Belgrano   | 3 - 6 | Almagro              | Defensores de Belgrano        | 7 de diciembre |
| Colegiales               | 2 - 0 | Leandro N. Alem      | Malaver y Posadas             | 7 de diciembre |

| Leandro N. Alem      | 2 - 1 | Flandria                 | Leandro N. Alem                    | 14 de diciembre |
| Almagro              | 1 - 1 | Colegiales               | Tres de Febrero                    | 14 de diciembre |
| Argentino de Quilmes | 1 - 0 | Defensores de Belgrano   | Argentino de Quilmes               | 14 de diciembre |
| Talleres (RE)        | 3 - 2 | Deportivo Riestra        | Timote y Castro                    | 14 de diciembre |
| Colón                | 6 - 2 | Almirante Brown          | Brigadier General Estanislao López | 14 de diciembre |
| Liniers              | 4 - 1 | Defensores de Cambaceres | Gaona y General Paz                | 14 de diciembre |
| Barracas Central     | 1 - 2 | Villa Dálmine            | Olavarría y Luna                   | 14 de diciembre |
| Excursionistas       | 1 - 0 | El Porvenir              | Pampa y Miñones                    | 14 de diciembre |
| Arsenal de Sarandí   | 1 - 3 | All Boys                 | Doble Visera                       | 14 de diciembre |